# Hell Is for Wimps
Hell Is for Wimps é o terceiro álbum de estúdio da banda Newsboys, lançado em 1990.

## Faixas
1. "Stand Up for Jesus" - 3:48
2. "In the End" - 3:14
3. "Simple Man!" - 3:42
4. "All I Can See" - 4:51
5. "Ten Thousand Miles" - 3:54
6. "Somethin's Missing" - 2:45
7. "Get Up for Love" - 3:15
8. "Sea of Love" - 3:14
9. "Love You Tomorrow" - 3:34
10. "Victory" - 4:16

## Créditos
- Sean Taylor - Baixo
- John James - Vocal
- Peter Furler - Bateria, vocal
- Jonathan Geange - Guitarra